# Produktionsmusik
Als Produktionsmusik (auch Library Music, Trailer Music oder Stock Music) wird Musik bezeichnet, die speziell zur Nutzung in Fernsehen, Film, Hörfunk, Werbung, Filmtrailern, Videospielen, Imagefilmen, YouTube etc. produziert wird. Sie wird von sogenannten Music Librarys (Produktionsmusikarchiven) beigesteuert, die Lizenzen für unterschiedliche Nutzung vergeben. Produktionsmusik ist meist nicht im normalen Musikhandel erhältlich.

## Verwendung
Produktionsmusik wird vorwiegend für Film, Fernsehen, Radio und andere Medien verwendet, aber auch eine private Nutzung ist möglich, abhängig von den jeweiligen Lizenzbedingungen. Im Gegensatz zu klassischen Musikverlagen, die in der Regel nur die Rechte der Urheber vertreten und Plattenfirmen, die nur die Rechte der Interpreten einer Aufnahme vertreten und die Lizenzgebühren oft von der Popularität des gewünschten Titels abhängig machen, besitzen Produktionsmusikarchive alle Nutzungsrechte an der von ihnen angebotenen Musik. So kann die Musik aus einer Hand zu festen Tarifen und somit günstiger lizenziert werden. Der Grund dafür ist, dass nahezu alle Musikstücke für Produktionsmusikarchive in deren Auftrag komponiert und aufgenommen werden.
Produktionsmusikarchive bieten ein breites Spektrum an musikalischen Stilen und Genres. Beliebt sind Aufnahmen, die populären Musikstücken, die noch nicht urheberrechtsfrei sind, zum Verwechseln ähnlich klingen. Produktionsmusik ist fast ausschließlich Instrumentalmusik, die oft in mehreren Versionen angeboten wird: als vollständige Aufnahme (selten über drei Minuten Länge) sowie in kurzen Versionen von 60, 30 oder 15 Sekunden Länge, etwa zu Werbezwecken. Die Formate reichen vom Tonträger für Tonfilmamateure über den Download im Internet bis zum Tonträger in geringer Auflage, mit dem Rundfunkanstalten und TV-Produktionsfirmen kostenlos bemustert werden. Hier sind abhängig von der jeweiligen Lizenzierung die Grenzen zu GEMA-freier Musik fließend.

## Geschichte
Die erste Production Music Library wurde 1927 mit dem Aufkommen des Tonfilms von De Wolfe Music, einem ehemaligen Notenverlag, gegründet. Die Musik war zumeist auf Wachswalzen eingraviert. Produktionsmusik wird als Thema- und/oder Hintergrundmusik in Rundfunk, Film und Fernsehen verwendet. Library-Komponisten und Interpreten arbeiten häufig unter Pseudonymen.
Erst in den letzten Jahren erreichten einige Komponisten wie Alan Hawkshaw, John Cameron und Keith Mansfield) Bekanntheit im Zuge eines neuen Interesses an der Produktionsmusik der 1960er und 1970er Jahre, darunter vor allem Beat- und Electronica-Aufnahmen für Labels wie KPM. Auch heutzutage findet diese Musik noch im Kino Verwendung, wie etwa Kompositionen von Keith Mansfield in Quentin Tarantinos Film Kill Bill. Da Produktionsmusik oft direkt an Rundfunkarchive verkauft wurde und nicht in den freien Handel kam, gelten solche Schallplatten bei Sammlern als selten und wertvoll. Aufgrund der Nachfrage wurden viele Aufnahmen neuveröffentlicht.

## Geschäftsmodell
Das Geschäftsmodell der Produktionsmusikarchive basiert auf zwei Einnahmequellen:
Lizenz- oder Synchronisationsgebühren
Das sind die Gebühren, die im Voraus bei der Library bezahlt werden, um deren Musik in Film-, Video- oder Audiobeiträgen zu verwenden. Einige Librarys, vor allem in Großbritannien und Europa, teilen diese Gebühren mit dem Komponisten der Musik. In den USA ist es üblich, dass der Komponist im Voraus eine Auftragsgebühr von der Library erhält und dann auf seinen Anteil an zukünftigen Lizenzgebühren verzichtet. Dieses Geschäftsmodell ist in Deutschland nur möglich, wenn die Synchronisationsrechte bei der GEMA gekündigt und durch die Verlage eigenständig wahrgenommen werden. Aufführungs- und mechanische Rechte können jedoch dennoch durch die GEMA wahrgenommen werden.
Aufführungsgebühren
Diese werden erwirtschaftet, wenn die Musik öffentlich aufgeführt wird, zum Beispiel im Fernsehen oder Radio. Der Produzent der Show oder des Films, der die Musik lizenziert hat, bezahlt diese Gebühren dabei nicht. Stattdessen werden jährlich Gebühren von Rundfunkanstalten (wie Fernsehsendern und Radiostationen) gefordert, die an Verwertungsgesellschaften wie ASCAP, BMI und SESAC in den USA oder die GEMA in Deutschland fließen, die dieses Aufkommen an die Komponisten verteilen. Um eine gerechte Verteilung zu gewährleisten, müssen die Sender Titel und Dauer der verwendeten Musik melden. Typischerweise erhält eine Library als Verleger 40 % des Einkommens (den sogenannten Verlagsanteil), der Komponist die restlichen 60 %. Wie die Lizenzgebühren ist die Vergütung für Aufführungsrechte sehr variabel und abhängig von der Art der Nutzung.

## Markt
Der Markt der Produktionsmusik wird von den großen Plattenfirmen und Verlagen mit den verbundenen Librarys dominiert. Besonders bei Low-Budget-Produktionen beliebt (z. B. sehr häufig bei Youtube-Videos) sind Produktionsmusikagenturen, die größtenteils GEMA-freie Musik anbieten.